# 4 Korpus Lotniczy
4 Korpus Lotniczy (4 KL) – wyższy związek taktyczny lotnictwa Wojska Polskiego.
Na mocy zarządzenia szefa Sztabu Generalnego WP nr 013/Org. z 9 lutego 1990 roku przystąpiono do tworzenia 4 Korpusu Lotniczego. W jego skład włączono większość dawnych jednostek Wojsk Lotniczych.
W  1998 roku, na podstawie rozkazu z 6 marca, rozwiązano dowództwo 4 Korpusu Lotniczego oraz 2 i 3 Dywizji Lotnictwa Myśliwsko-Bombowego.

## Struktura organizacyjna korpusu
- dowództwo korpusu
- 2 Dywizja Lotnictwa Myśliwsko-Bombowego
- 3 Dywizja Lotnictwa Myśliwsko-Bombowego
- 4 Dywizja Lotnictwa Myśliwskiego[a]
- 13 Pułk Lotnictwa Transportowego
- 32 Pułk Lotnictwa Rozpoznania Taktycznego[b]
- 37 Pułk Śmigłowców Transportowych[c]
- 49 Pułk Śmigłowców Bojowych[c]
- 56 Pułk Śmigłowców Bojowych[c]
- 17 Eskadra Lotnicza
- 4 Pułk Samochodowy
- 8 Pułk Zabezpieczenia
- 6 Pułk Łączności